# Theveste
La antigua ciudad númida de Théveste, actual Tébessa, situada a 131 km al sur de Souk Ahras, fue sitiada y conquistada en el año 75 por la Legión III Augusta romana, que la convirtió en su cuartel general hasta su traslado a Lambaesis.

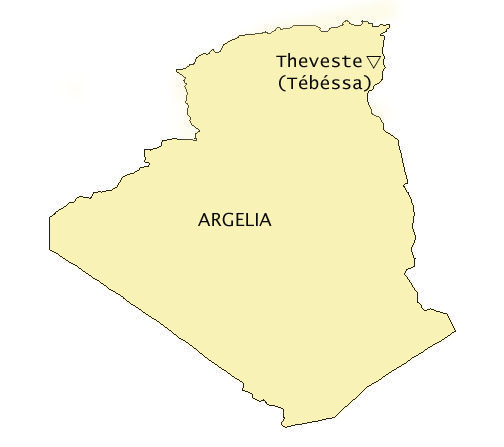
Localización de las ruinas romanas de Theveste.

El emperador Trajano (98-117), la convirtió en colonia de veteranos y la ciudad se embelleció notablemente. Entre sus restos destacan el arco de Caracalla, el templo de Minerva, la gran basílica, del siglo IV, el recinto bizantino y la gran muralla.
Poco antes de la conversión oficial del Imperio, en las célebres Acta sanctae Cristinae aparece mencionado el interrogatorio de un cristiano de Theveste en el año 304, dirigido por el proconsul Anullinus. Más tarde, se celebrará en esta ciudad un concilio de los donatistas.
Entre sus santos importantes destacan el obispo San Lucio, que asistió al Concilio de Cartago en 256 y murió por la fe dos años más tarde, san Maximiliano, mártir en 295, santa Crispina, en 304, y los obispos Rómulo, en 349 y Urbico, en 411.
En el año 439, los vándalos se apoderan de las provincias romanas del norte de África y se establecen, entre otras ciudades, en Theveste.
En 533, el emperador Justiniano ordena su recuperación. El patricio Solomon, al mando de las tropas, ocupa la ciudad y ordena su reconstrucción antes de morir en sus cercanías en 543, luchando contra una insurrección de las tribus bereberes.
A partir del 548, los bizantinos se hacen cargo de la región, hasta que en el siglo VII los árabes conquistan el territorio y la ciudad desaparece de la historia. Únicamente se menciona en el siglo XVI, cuando los turcos conquistan la región y establecen en Theveste una guarnición de jenízaros.
En 1851, la ciudad es ocupada por los franceses y recibe el nombre de Tébessa.